# Wohnungshilfe
Die Wohnungshilfe ist eine Sozialleistung zur Wiedereingliederung in das Arbeitsleben gemäß § 102 des Neunten Buches Sozialgesetzbuch, § 22 der Schwerbehinderten-Ausgleichsabgabeverordnung (SchwbAV) und § 27c Bundesversorgungsgesetz (BVG).

## Leistungsumfang
Nach SchwbAV kann der Kostenträger der Rehabilitation schwerbehinderten Menschen nach § 22 SchwbAV Leistungen in Form von Hilfen zur Beschaffung, Ausstattung und Erhaltung einer behinderungsgerechten Wohnung gewähren, wie beispielsweise 
- Beschaffung von behinderungsgerechtem Wohnraum im Sinne des § 16 des Wohnraumförderungsgesetzes,
- Anpassung von Wohnraum und seiner Ausstattung an die besonderen behinderungsbedingten Bedürfnisse und
- Umzug in eine behinderungsgerechte, oder erheblich verkehrsgünstiger zum Arbeitsplatz gelegene Wohnung.

Diese Leistungen können als Zuschüsse, Zinszuschüsse oder Darlehen erbracht werden. Höhe, Tilgung und Verzinsung bestimmen sich nach den Umständen des Einzelfalls. 

### Voraussetzungen
Voraussetzung für eine Leistung ist das Ziel der Wiedereingliederung in das Arbeitsleben. Bei Hilfen zur Beschaffung von Wohnraum müssen die Fördervoraussetzungen nach dem Wohnraumförderungsgesetz (WFG) vorliegen. Maßnahmen, die zur persönlichen Lebensführung gehören, eine Verbesserung der Lebensqualität bewirken oder elementaren Grundbedürfnissen entsprechen (wie Bad, Küche, Schlafzimmer), sind nicht förderfähig.

## Zuständigkeiten
Das Integrationsamt der Kommunalverwaltung kann nur für Selbständige und für Beamte, für die kein anderer Rehabilitationsträger zuständig ist, Wohnungshilfe gewähren. Für alle anderen schwerbehinderten Menschen ist der Kostenträger der Rehabilitation nach dem Fünften Buch Sozialgesetzbuch (Krankenversicherung), nach dem Sechsten Buch Sozialgesetzbuch (Rentenversicherung) oder dem Siebten Buch Sozialgesetzbuch (gesetzliche Unfallversicherung) oder Arbeitslosenversicherung (Drittes Buch Sozialgesetzbuch) verantwortlich.

### Fristen
Der Antrag muss vor der Beschaffung oder Ausstattung des Wohnraums beim Kostenträger gestellt werden und die Genehmigung muss abgewartet werden. Nach Antragstellung kann ggf. ein Antrag auf vorzeitigen Beginn der Baumaßnahme gestellt werden. Bei Versagen des vorzeitigen Beginns durch den Kostenträger sollte unbedingt ein Rechtsanwalt eingeschaltet werden.

### Erforderliche Unterlagen
Der Kostenträger benötigt folgende Unterlagen:
- vollständig ausgefülltes Antragsformular,
- Kopie des Schwerbehindertenausweises oder
- Kopie des Gleichstellungsbescheids
- Kopie des Feststellungsbescheids des Versorgungsamts
- Kopie der Kostenvoranschläge und
- Kopie der Planungsunterlagen, die den Nachweis der behinderungsgerechten Ausstattung enthalten,
- Kopie der Einkommensnachweise aller in der Familie Berufstätigen für das in den kommenden 12 Monaten zu erwartende Einkommen,
- Kopie der Wohnflächenberechnung,
- Kopie des Finanzierungsplans und
- Kopie der Finanzierungsnachweise.

Die bearbeitende Behörde hat gemäß Verwaltungsverfahrensgesetz (VwVfgG) keinen Anspruch auf Originalunterlagen, Kopien muss sich der Bearbeiter bei Bedarf auf Kosten der Behörde selbst nach Besichtigung der Originalunterlagen beglaubigen.